# Comisión Independiente Nacional (Timor Oriental)
La Comisión Independiente Nacional (en portugués: Comissão Independente Nacional) fue el organismo mediante el cual nueve partidos políticos de Timor Oriental coordinaron sus actividades para respaldar la candidatura presidencial de Xanana Gusmão en las elecciones de 2002, los primeros comicios presidenciales de cara a la independencia de Timor Oriental el 20 de mayo de ese mismo año. En la práctica operó como una coalición electoral de facto. Aunque sus integrantes podían ser miembros de partidos políticos, el objetivo de la CIN era salvaguardar el carácter de Gusmão como candidato independiente y limitar el papel de los partidos en la campaña, por lo que los partidarios de la candidatura suspendieron sus actividades partidistas durante ese período.
En la práctica, a los partidos políticos integrantes los reunía su rechazo al gobierno del Frente Revolucionario de Timor Oriental Independiente (Fretilin), que gozaba de una mayoría absoluta en la Asamblea Constituyente elegida en 2001, y buscaban limitar su poder mediante la elección de Gusmão como presidente.  La CIN se constituyó el 23 de febrero de 2002, con el anuncio de la campaña de Gusmão, y se disolvió el 17 de abril del mismo año con la proclamación de Gusmão como presidente electo con el 82,69% de los votos.

## Partidos integrantes
| Partido | Partido                                                                   |
| ------- | ------------------------------------------------------------------------- |
|         | Partido Democrático (PD)                                                  |
|         | Partido Social Demócrata (PSD)                                            |
|         | Unión Democrática Timorense (UDT)                                         |
|         | Partido Nacionalista Timorense (PNT)                                      |
|         | Asociación de Héroes Timorenses (KOTA)                                    |
|         | Partido Socialista de Timor (PST)                                         |
|         | Partido Demócrata Cristiano/Unión Demócrata Cristiana de Timor (PDC/UDCT) |
|         | Partido Laborista (PT)                                                    |
|         | Partido Demócrata Maubere (PDM)                                           |

## Resultados electorales
| Año  | Candidato     | Votos   | %                | Resultado |
| ---- | ------------- | ------- | ---------------- | --------- |
| 2002 | Xanana Gusmão | 301.634 | \| \| 82.69 % \| | Electo    |
|      | 82.69 %       |         |                  |           |